# Chanaz
Chanaz is een gemeente in het Franse departement Savoie (regio Auvergne-Rhône-Alpes) en telt 477 inwoners (2005). De plaats maakt deel uit van het arrondissement Chambéry.
In 2001 werd het Gallo-Romeins museum (Musée gallo-romain) geopend. Het museum is gevestigd in een 15e-eeuwse kapel en de collectie is opgebouwd rond aardewerk uit Portout. Daar werd tussen 1976 en 1987 een pottenbakkersatelier uit de 5e eeuw opgegraven.

## Geografie
De oppervlakte van Chanaz bedraagt 6,7 km², de bevolkingsdichtheid is 71,2 inwoners per km². De gemeente ligt aan het Canal de Savières, dat het Meer van Le Bourget met de Rhône verbindt.
De onderstaande kaart toont de ligging van Chanaz met de belangrijkste infrastructuur en aangrenzende gemeenten.

## Demografie
Onderstaande figuur toont het verloop van het inwonertal (bron: INSEE-tellingen).